# Dusona carinator
Dusona carinator là một loài tò vò trong họ Ichneumonidae.